# Millie Jackson
Millie Jackson (Thompson, 15 luglio 1944) è una cantante statunitense.
È nota come "la madre dell'hip hop", essendo tra le prime artiste americane a fondere il rap con l'R&B.

## Biografia
Da adolescente si esibisce in alcuni locali di New York. Partecipa a vari concorsi fin tanto che, nel 1970, firma un contratto con la MGM Records. Il suo secondo album, It Hurts So Good, entra per la prima volta nella prestigiosa classifica Top R&B/Hip-Hop Albums, alla posizione numero 13.
Il singolo omonimo viene, inoltre, inserito nella colonna sonora del film Cleopatra Jones: licenza di uccidere. Caught Up (1974) ottiene il disco d'oro negli USA, come il successivo Feelin' Bitchy. Alla fine degli anni settanta realizza un album insieme all'icona soul Isaac Hayes.

## Discografia
- 1972: Millie Jackson
- 1973: It Hurts So Good
- 1974: I Got to Try It One Time
- 1974: Caught Up
- 1975: Still Caught Up
- 1976: Free and in Love
- 1977: Feelin' Bitchy
- 1977: 'Lovingly Yours
- 1978: Get It Out'cha System
- 1979: A Moment's Pleasure
- 1979: Royal Rappin's (feat Isaac Hayes)
- 1980: For Men Only
- 1980: I Had to Say It
- 1981: Just a Li'l Bit Country
- 1982: Hard Times
- 1982: Live and Outrageous (Rated XXX)
- 1983: E.S.P. (Extra Sexual Persuasion)
- 1986: An Imitation of Love
- 1988: The Tide Is Turning
- 1989: Back to the Shit!
- 1991: Young Man, Older Woman
- 1993: Young Man, Older Woman: Cast Album
- 1994: Rock N' Soul
- 1995: It's Over
- 1997: The Sequel, It Ain't Over
- 2001: Not for Church Folk!